# Mirela Adomnicăi
Mirela Elena Adomnicăi (n. 15 august 1970, Suceava, România) este o politiciană română, fost deputat în legislatura 2004-2008, aleasă pe listele PSD. În cadrul activității sale parlamentare, Mirela Elena Adomnicăi a fost membru în grupurie parlamentare de prietenie cu Republica Italiană, Albania și Regatul Spaniei. Între 2017 și 2019 a fost prefect al județului Suceava. A revenit în Camera Deputaților odată cu legislatura 2020-2024.